# 阿卜杜拉·马赫迪
阿布·穆罕默德·阿卜杜拉·本·侯赛因（阿拉伯语：أبو محمد عبد الله بن الحسين المهدي بالله；873年 – 934年3月4日），通称马赫迪·比拉（المهدي بالله），法蒂瑪王朝的建立者，909年至934年任法蒂瑪哈里發。
他是什叶派传教士，自称穆罕默德女儿法蒂玛的后裔。为反对逊尼派哈里发的统治，进行秘密传教，宣传马赫迪即将降临，将要纯洁教会，赐给信徒幸福。率领柏柏尔人起义，909年，伊斯瑪儀軍隊在馬赫迪的領導下滅亡阿格拉布王朝，建立什叶派统治的法蒂玛王朝（909—1171年），法蒂瑪王朝成為北非主要的伊斯蘭勢力，中国史籍称之为绿衣大食。在位期间减免苛捐杂税、制止劫掠、保护学者，并占领北非，攻占亚历山大港和尼罗河三角洲。后被奥贝德所杀。